# Trachytidae
Trachytidae  (лат.) — семейство почвенных клещей из надотряда Parasitiformes (Uropodina). Более 100 видов.

## Описание
Мелкие клещи, встречаются в почве, гнилой древесине, мхе. Большинство видов обнаружены в Европе, несколько видов — в Азии, Северной и Южной Америке. Передние тазики не покрывают тритостернум; метастернальная пластинка узкая и у самок не слита с вентральной и стернальной пластинками и расположена латерально по отношению к эпигинальной пластинке. Латеральные пластинки отсутствуют.

## Классификация
7 родов и 108 видов в составе надсемейства Uropodoidea. Ранее выделялись в отдельную когорту Trachytina Trägårdh, 1938.
- Afrotrachytes Kontschán 2006[6]
- Acroseius  Bloszyk, Halliday & Dylewska 2005[7]
- Trachytes  Michael, 1894
- Polyaspinus  Berlese, 1916
- Uroseius  Berlese, 1888
  - Uroseius (Uroseius)  Berlese, 1888 (= Pholeogynium Johnston, 1961)
  - Uroseius (Apionoseius)  Berlese, 1904 (= Caminella Krantz & Ainscough, 1960)